# Nery Pumpido
Carlos Nery Alberto Pumpido Barrinat (ur. 30 lipca 1957 w Monje) – argentyński piłkarz grający jako bramkarz.

## Kariera klubowa
Zawodową karierę zaczynał w Unión Santa Fe w 1976. W Argentynie grał także w Vélez Sársfield i River Plate. Przez kilka sezonów (1988-1992) był piłkarzem hiszpańskiego Realu Betis. Po powrocie do ojczyzny ponownie został zawodnikiem Unión.

## Kariera reprezentacyjna
Pumpido na MŚ 82 pojechał jako trzeci bramkarz nie mając na swoim koncie ani jednego oficjalnego występu w kadrze – debiutował dopiero rok później. W Meksyku (86) był już podstawowym golkiperem mistrzów świata – zagrał we wszystkich meczach Argentyny. Podczas MŚ 90 wystąpił tylko w dwóch meczach (z Kamerunem i ZSRR). W drugim z nich doznał kontuzji i został zastąpiony przez Sergio Goycocheę, który później stał się jednym z bohaterów turnieju. Karierę reprezentacyjną zakończył z 38 występami.

## Kariera trenerska
Po zakończeniu kariery piłkarskiej pracował jako trener, w pierwszoligowych klubach argentyńskich, meksykańskich i saudyjskim Al-Shabab.

## Sukcesy

### Zawodnik
Unión Santa Fe
- Liga Santafesina de Fútbol: 1979

River Plate
- Primera División: 1985–86
- Puchar Interkontynentalny: 1986
- Copa Libertadores: 1986
- Copa Interamericana: 1986

Argentyna
- Złoty medal Mistrzostw Świata: 1986
- Srebrny medal Mistrzostw Świata: 1990

### Trener
Unión Santa Fe
- Liga Santafesina de Fútbol: Apertura 2000

Olimpia
- Copa Libertadores: 2002